# ミス・ジャパン
ミス・ジャパン（英語: Miss Japan）とは、例えば、ミス・ワールド、ミス・インターナショナル、ミス・ユニバース、ミス・アースの、世界四大ミスコンテスト等を筆頭とする、各ミス・コンテストの世界大会における、その大会に日本を代表して出場しているコンテスタント、すなわち日本代表を指して使用される一般的な呼称である。
すなわち、
- ミス・ワールド世界大会においては、日本代表たる「ミス・ワールド・ジャパン」が「ミス・ジャパン（Miss Japan）」と呼ばれる。
- ミス・インターナショナル世界大会においては、ミス・インターナショナル日本代表が「ミス・ジャパン（Miss Japan）」と呼ばれる。
- ミス・ユニバース世界大会においては、日本代表たる「ミス・ユニバース・ジャパン」が「ミス・ジャパン（Miss Japan）」と呼ばれる。
- ミス・アース世界大会においては、日本代表たる「ミス・アース・ジャパン」が「ミス・ジャパン（Miss Japan）」と呼ばれる。

ということであり、その他のミス・コンテスト、例えば、ミス・グランド・インターナショナル世界大会と「ミス・グランド・ジャパン」との関係、ミス・スプラナショナル世界大会と「ミス・スプラナショナル・ジャパン」との関係などにおいても、同様である。
一方、日本国内における有力なミス・コンテストである「ミス日本」の英称は、（「ミス・ジャパン（Miss Japan）」でなく、）「ミス・ニッポン（Miss Nippon）」である。

## その他
- 1927年にアメリカ合衆国から日本に寄贈された友情人形（青い目の人形）に対する、各道府県代表の答礼人形（市松人形）の筆頭の人形『ミス大日本』の英名。